# Sliema
Sliema (o Tas-Sliema) és una localitat de la costa de Malta situada al nord de la capital La Valletta i separada d'aquesta a través del Port de Marsamxett. És la zona més turística de l'illa, amb nombrosos hotels i equipaments. En el cens de 2005 tenia 13262 habitants.